# Постум Коминий Аврунк
Постум Коминий Аврунк (лат. Postumus Cominius Auruncus; VI—V века до н. э.) — римский политический деятель и военачальник, консул 501 и 493 гг. до н. э., единственный упомянутый в источниках патриций из рода Коминиев.
В первый раз Постум Коминий был избран консулом вместе с Титом Ларцием Флавом (501 год до н. э.). Из-за ходивших слухов о том, что эти консулы являются сторонниками Тарквиниев, перспективы войны с латинами и внутренней нестабильности был впервые избран диктатор. В 497 году до н. э., по данным Дионисия Галикарнасского, Аврунк руководил освящением храма Сатурна.
Во время своего второго консульства (493 год до н. э.) Постум Коминий воевал с вольсками, тогда как его коллега Спурий Кассий Вецеллин работал в Риме над союзным договором с латинами. Коминий разбил в сражении антийских вольсков, взял города Лонгулы, Полуску и Кориолы. При взятии последнего отличился патриций Гней Марций, который, по словам Тита Ливия, «настолько затмил своей славой консула, что если бы не остался памятником договор с латинами, вырезанный на бронзовой колонне, который заключён был одним Кассием, поскольку его товарищ отсутствовал, то стёрлась бы память о том, что войну с вольсками вёл Коминий». Исследователи полагают, что изначально рассказ о войне с вольсками с Гнеем Марцием в качестве главного героя не имел датировки и не был связан с именем конкретного военачальника; только позже его отнесли к 493 году до н. э., а Аврунка сделали командующим.
В 488 году до н. э., когда Гней Марций Кориолан восстал против республики и угрожал Риму, Постум Коминий был одним из послов, безуспешно пытавшихся убедить мятежника распустить армию.